# Collegio di Ceredigion
Ceredigion, in passato chiamato Cardiganshire, è stato un collegio elettorale gallese rappresentato alla camera dei Comuni del parlamento del Regno Unito. Eleggeva un membro del parlamento con il sistema maggioritario a turno unico; il collegio è stato abolito in occasione della revisione periodica del 2024.
Il collegio della contea era stato esteso nel 1983, con l'aggiunta di parte del Pembrokeshire, e fu ridenominato Ceredigion and Pembroke North. Nel 1997 tornò ai suoi confini precedenti, e tornò a chiamarsi Ceredigion.

## Estensione
I confini del collegio rispecchiavano quasi esattamente quelli della contea di Ceredigion.

## Membri del parlamento dal 1800
| Elezione | Elezione                      | Deputato              | Partito             |
| -------- | ----------------------------- | --------------------- | ------------------- |
|          | 1816 (S)                      | William Edward Powell | Tory                |
|          | 1834 (S)                      | William Edward Powell | Conservatore        |
| 1854 (S) | Ernest Vaughan                |                       | Conservatore        |
| 1859     | William Thomas Rowland Powell |                       | Conservatore        |
|          | 1865                          | Thomas Lloyd          | Liberale            |
| 1868     | Evan Matthew Richards         |                       | Liberale            |
|          | 1874                          | Thomas Edward Lloyd   | Conservatore        |
|          | 1880                          | Lewis Pugh Pugh       | Liberale            |
| 1885     | David Davies                  |                       | Liberale            |
| 1886     | William Bowen Rowlands        |                       | Liberale            |
| 1895     | Matthew Vaughan-Davies        |                       | Liberale            |
| 1921 (S) | Ernest Evans                  |                       | Liberale            |
| 1923     | Rhys Hopkin Morris            |                       | Liberale            |
| 1932 (S) | Owen Evans                    |                       | Liberale            |
| 1945     | Roderic Bowen                 |                       | Liberale            |
|          | 1966                          | Elystan Morgan        | Laburista           |
|          | Feb 1974                      | Geraint Howells       | Liberale            |
|          | 1988                          | Geraint Howells       | Liberal Democratici |
|          | 1992                          | Cynog Dafis           | Plaid Cymru         |
| 2000 (S) | Simon Thomas                  |                       | Plaid Cymru         |
|          | 2005                          | Mark Williams         | Liberal Democratici |
|          | 2017                          | Ben Lake              | Plaid Cymru         |
|          | 2024                          | Collegio abolito      | Collegio abolito    |

## Elezioni

### Elezioni negli anni 2010
| Partito                    | Partito                                  | Candidato                  | Risultati 12 dicembre 2019 | Risultati 12 dicembre 2019 |
| Partito                    | Partito                                  | Candidato                  | Voti                       | %                          |
| -------------------------- | ---------------------------------------- | -------------------------- | -------------------------- | -------------------------- |
|                            | Plaid Cymru                              | Ben Lake                   | 15 208                     | 37,92                      |
|                            | Conservatore                             | Amanda Jenner              | 8 879                      | 22,14                      |
|                            | Lib Dem                                  | Mark Williams              | 6 975                      | 17,39                      |
|                            | Laburista                                | Dinah Mulholland           | 6 317                      | 15,75                      |
|                            | Brexit                                   | Gethin James               | 2 063                      | 5,14                       |
|                            | Verdi                                    | Chris Simpson              | 663                        | 1,65                       |
|                            |                                          |                            |                            |                            |
| Iscritti                   | Iscritti                                 | Iscritti                   | 56 250                     | 100,00                     |
| ↳ Votanti (% su iscritti)  | ↳ Votanti (% su iscritti)                | ↳ Votanti (% su iscritti)  | 40 105                     | 71,30                      |
| ↳ Astenuti (% su iscritti) | ↳ Astenuti (% su iscritti)               | ↳ Astenuti (% su iscritti) | 16 145                     | 28,70                      |
|                            |                                          |                            |                            |                            |
|                            | Esito: collegio confermato a Plaid Cymru |                            |                            |                            |

| Partito                    | Partito                                        | Candidato                  | Risultati 8 giugno 2017 | Risultati 8 giugno 2017 |
| Partito                    | Partito                                        | Candidato                  | Voti                    | %                       |
| -------------------------- | ---------------------------------------------- | -------------------------- | ----------------------- | ----------------------- |
|                            | Plaid Cymru                                    | Ben Lake                   | 11 623                  | 29,23                   |
|                            | Lib Dem                                        | Mark Williams              | 11 519                  | 28,97                   |
|                            | Laburista                                      | Dinah Mulholland           | 8 017                   | 20,16                   |
|                            | Conservatore                                   | Ruth Davis                 | 7 307                   | 18,37                   |
|                            | UKIP                                           | Tom Harrison               | 602                     | 1,51                    |
|                            | Verdi                                          | Grenville Ham              | 542                     | 1,36                    |
|                            | Monster Raving Loony                           | Sir Dudley the Crazed      | 157                     | 0,39                    |
|                            |                                                |                            |                         |                         |
| Iscritti                   | Iscritti                                       | Iscritti                   | 52 841                  | 100,00                  |
| ↳ Votanti (% su iscritti)  | ↳ Votanti (% su iscritti)                      | ↳ Votanti (% su iscritti)  | 39 767                  | 75,26                   |
| ↳ Astenuti (% su iscritti) | ↳ Astenuti (% su iscritti)                     | ↳ Astenuti (% su iscritti) | 13 074                  | 24,74                   |
|                            |                                                |                            |                         |                         |
|                            | Esito: collegio passa da Lib Dem a Plaid Cymru |                            |                         |                         |

| Partito                    | Partito                              | Candidato                  | Risultati 7 maggio 2015 | Risultati 7 maggio 2015 |
| Partito                    | Partito                              | Candidato                  | Voti                    | %                       |
| -------------------------- | ------------------------------------ | -------------------------- | ----------------------- | ----------------------- |
|                            | Lib Dem                              | Mark Williams              | 13 414                  | 35,85                   |
|                            | Plaid Cymru                          | Mike Parker                | 10 347                  | 27,65                   |
|                            | Conservatore                         | Henrietta Hensher          | 4 123                   | 11,02                   |
|                            | UKIP                                 | Gethin James               | 3 829                   | 10,23                   |
|                            | Laburista                            | Huw Thomas                 | 3 615                   | 9,66                    |
|                            | Verdi                                | Daniel Thompson            | 2 088                   | 5,58                    |
|                            |                                      |                            |                         |                         |
| Iscritti                   | Iscritti                             | Iscritti                   | 54 226                  | 100,00                  |
| ↳ Votanti (% su iscritti)  | ↳ Votanti (% su iscritti)            | ↳ Votanti (% su iscritti)  | 37 416                  | 69,00                   |
| ↳ Astenuti (% su iscritti) | ↳ Astenuti (% su iscritti)           | ↳ Astenuti (% su iscritti) | 16 810                  | 31,00                   |
|                            |                                      |                            |                         |                         |
|                            | Esito: collegio confermato a Lib Dem |                            |                         |                         |

| Partito                    | Partito                              | Candidato                  | Risultati 6 maggio 2010 | Risultati 6 maggio 2010 |
| Partito                    | Partito                              | Candidato                  | Voti                    | %                       |
| -------------------------- | ------------------------------------ | -------------------------- | ----------------------- | ----------------------- |
|                            | Lib Dem                              | Mark Williams              | 19 139                  | 50,03                   |
|                            | Plaid Cymru                          | Penri James                | 10 815                  | 28,27                   |
|                            | Conservatore                         | Luke Evetts                | 4 421                   | 11,56                   |
|                            | Laburista                            | Richard Boudier            | 2 210                   | 5,78                    |
|                            | UKIP                                 | Elwyn Williams             | 977                     | 2,55                    |
|                            | Verdi                                | Leila Kiersch              | 696                     | 1,82                    |
|                            |                                      |                            |                         |                         |
| Iscritti                   | Iscritti                             | Iscritti                   | 59 040                  | 100,00                  |
| ↳ Votanti (% su iscritti)  | ↳ Votanti (% su iscritti)            | ↳ Votanti (% su iscritti)  | 38 258                  | 64,80                   |
| ↳ Astenuti (% su iscritti) | ↳ Astenuti (% su iscritti)           | ↳ Astenuti (% su iscritti) | 20 782                  | 35,20                   |
|                            |                                      |                            |                         |                         |
|                            | Esito: collegio confermato a Lib Dem |                            |                         |                         |

### Elezioni negli anni 2000
| Partito                    | Partito                                        | Candidato                  | Risultati 5 maggio 2005 | Risultati 5 maggio 2005 |
| Partito                    | Partito                                        | Candidato                  | Voti                    | %                       |
| -------------------------- | ---------------------------------------------- | -------------------------- | ----------------------- | ----------------------- |
|                            | Lib Dem                                        | Mark Williams              | 13 130                  | 36,53                   |
|                            | Plaid Cymru                                    | Simon Thomas               | 12 911                  | 35,92                   |
|                            | Conservatore                                   | John Harrison              | 4 455                   | 12,39                   |
|                            | Laburista                                      | Alun Davies                | 4 337                   | 12,06                   |
|                            | Verdi                                          | Dave Bradney               | 846                     | 2,35                    |
|                            | UKIP                                           | Iain Sheldon               | 268                     | 0,75                    |
|                            |                                                |                            |                         |                         |
| Iscritti                   | Iscritti                                       | Iscritti                   | 53 492                  | 100,00                  |
| ↳ Votanti (% su iscritti)  | ↳ Votanti (% su iscritti)                      | ↳ Votanti (% su iscritti)  | 35 947                  | 67,20                   |
| ↳ Astenuti (% su iscritti) | ↳ Astenuti (% su iscritti)                     | ↳ Astenuti (% su iscritti) | 17 545                  | 32,80                   |
|                            |                                                |                            |                         |                         |
|                            | Esito: collegio passa da Plaid Cymru a Lib Dem |                            |                         |                         |

| Partito                    | Partito                                  | Candidato                  | Risultati 7 giugno 2001 | Risultati 7 giugno 2001 |
| Partito                    | Partito                                  | Candidato                  | Voti                    | %                       |
| -------------------------- | ---------------------------------------- | -------------------------- | ----------------------- | ----------------------- |
|                            | Plaid Cymru                              | Simon Thomas               | 13 241                  | 38,26                   |
|                            | Lib Dem                                  | Mark Williams              | 9 297                   | 26,87                   |
|                            | Conservatore                             | Paul Davies                | 6 730                   | 19,45                   |
|                            | Laburista                                | David Grace                | 5 338                   | 15,43                   |
|                            |                                          |                            |                         |                         |
| Iscritti                   | Iscritti                                 | Iscritti                   | 56 087                  | 100,00                  |
| ↳ Votanti (% su iscritti)  | ↳ Votanti (% su iscritti)                | ↳ Votanti (% su iscritti)  | 34 606                  | 61,70                   |
| ↳ Astenuti (% su iscritti) | ↳ Astenuti (% su iscritti)               | ↳ Astenuti (% su iscritti) | 21 481                  | 38,30                   |
|                            |                                          |                            |                         |                         |
|                            | Esito: collegio confermato a Plaid Cymru |                            |                         |                         |

| Partito                    | Partito                                    | Candidato                  | Risultati 3 febbraio 2000 | Risultati 3 febbraio 2000 |
| Partito                    | Partito                                    | Candidato                  | Voti                      | %                         |
| -------------------------- | ------------------------------------------ | -------------------------- | ------------------------- | ------------------------- |
|                            | Plaid Cymru                                | Simon Thomas               | 10 716                    | 42,75                     |
|                            | Lib Dem                                    | Mark Williams              | 5 768                     | 23,01                     |
|                            | Conservatore                               | Paul Davies                | 4 138                     | 16,51                     |
|                            | Laburista                                  | Maria Battle               | 3 612                     | 14,41                     |
|                            | UKIP                                       | John Bufton                | 487                       | 1,94                      |
|                            | Independent Green – Save the World Climate | John Davies                | 289                       | 1,15                      |
|                            | Wales on Sunday – Match Funding Now        | Martin Shipton             | 55                        | 0,22                      |
|                            |                                            |                            |                           |                           |
| Iscritti                   | Iscritti                                   | Iscritti                   | 54 868                    | 100,00                    |
| ↳ Votanti (% su iscritti)  | ↳ Votanti (% su iscritti)                  | ↳ Votanti (% su iscritti)  | 25 143                    | 45,82                     |
| ↳ Astenuti (% su iscritti) | ↳ Astenuti (% su iscritti)                 | ↳ Astenuti (% su iscritti) | 29 725                    | 54,18                     |
|                            |                                            |                            |                           |                           |
|                            | Esito: collegio confermato a Plaid Cymru   |                            |                           |                           |

## Risultati dei referendum

### Referendum sulla permanenza del Regno Unito nell'Unione europea del 2016
|             | Collegio   | Lasciare UE % | Rimanere in UE % |
| ----------- | ---------- | ------------- | ---------------- |
|             | Ceredigion | 45,4%         | 54,6%            |
|             | Galles     | 52,5%         | 47,5%            |
| Regno Unito | 51,9%      | 48,1%         |                  |